# Idioma protobantú
El protobantú es una lengua reconstruida sobre la base de las lenguas bantúes, que habría sido la lengua ancestral que originaría este grupo de familias. Se trata, por tanto, de una lengua de la que no existe testimonio escrito y que se basa enteramente en reconstrucciones hipotéticas a partir de las lenguas bantúes vivas hoy en día mediante la práctica de la lingüística histórica.
Se estima que esta lengua debió de hablarse hace unos 4000 años en algún punto cercano a frontera entre Nigeria y Camerún. Como resultado del proceso histórico-cultural y demográfico llamado expansión bantú, las lenguas de esta familia se extienden por todo el centro y sur de África; las lenguas bantúes son habladas desde Nigeria y Camerún hasta Sudáfrica. Se caracterizan principalmente por su amplia gama de desinencias morfológicas de flexión y por un amplio sistema de clases de nombres. Entre ellas existen lenguas tonales y otras que no lo son.
Los ejemplos más conocidos de lenguas bantús son el swahili, el zulú, el xhosa, el yambasa (o nugunu), el fang y el bubi.

## Descripción lingüística

### Fonología
Las lenguas bantúes han sido extensivamente estudiadas desde el punto de vista fonológico y fonético y se conoce muy bien la fonología histórica de la familia. El protobantú ha sido reconstruido y existe un gran consenso entre los bantuistas en cuanto a las características básicas. A pesar de la enorme variedad que presentan las lenguas bantúes, el sistema fonológico del protobantú resulta sorprendentemente simple. El inventario consonántico reconstruido carece de aproximantes y viene dado por:
|              |        | bilabial | alveolar | palatal | velar |
| ------------ | ------ | -------- | -------- | ------- | ----- |
| Obstruyentes | sorda  | *p       | *t       | *c      | *k    |
| Obstruyentes | sonora | *b       | *d       | *ɟ      | *g    |
| Obstruyentes | nasal  | *m       | *n       | *ɲ      |       |
Las obstruyentes sordas /*p, *t, *k/ parecen haber sido oclusivas, mientras que los sonidos designadas como /*b, *d, *g/ podrían ser oclusivas o como sucede en muchos de sus modernos descendientes continuantes [β/w, ð/ɬ, ɣ]. Las "palatales" designadas como /*c, *ɟ/ podrían haber sido genuinas oclusivas palatales [c, ɟ] o posiblemente africadas postalveolares [ʧ, ʤ/ʒ] (de hecho muchas lenguas bantúes presentan las evoluciones /*c/ > /s/ y /*ɟ/ > /z/ lo cual refuerza su interpretación como africadas.) Este sistema consonántico del protobantú da cuenta adecuadamente de los desarrollos históricos posteriores del bantú central y la aparición de innovaciones fonéticas compartidas es lo que permite establecer con seguridad las agrupaciones internas. Para algunos autores el sistema anterior reconstruido por Greenberg, Guthrie y Meeusen es solo ancestral al bantú de la sabana o bantú central. Según Stewart (2002) el bantú noreste y el bantú central serían dos ramas derivadas de un protobantú ancestral con un sistema más complicado:
|              |              | bilabial | alveolar | palatal | velar |
| ------------ | ------------ | -------- | -------- | ------- | ----- |
| Obstruyentes | explosiva    | *p       | *t       | *c      | *k    |
| Obstruyentes | implosiva    | *ɓ       | *ɗ       | *ʄ      | *ɠ    |
| Obstruyentes | nasal sorda  | *mp      | *nt      | *ɲc     | (*ŋk) |
| Obstruyentes | nasal sonora | *mb      | *nd      | *ɲɟ     | *ŋg   |
Según Stewart se habría producido una converegencia de la segunda y tercera series /*mb, *nd, *ɲɟ, *ŋg/ > /*b, *d, *ɟ, *g/ y /*ɓ, *ɗ, *ʄ, *ɠ/ > /*b, *d, *ɟ, *g/. Por otra parte la última serie sería el origen de las nasales /*mp, *nt, *ɲc (*ŋk)/ > /*m, *n, *ɲ (*ŋ)/.
El sistema vocálico parece claro que estaba formado por siete elementos agrupables en tres niveles de abertura distintivos que algunos autores reconstruyen como /*i, *ɪ, *e, *a, *o, *ʊ, *u/ y otros como /*i, *e, *ɛ, *a, *ɔ, *o, *u/.
Las posibles estructuras silábicas en protobantú eran:

{\displaystyle {\mbox{CV, CVV;}}\qquad {\mbox{V, N}}}

Donde C: cualquier consonante, V: cualquier vocal, VV: vocal larga, N: consonante nasal.